# Le Concert de flûte de Sans-Souci

Le Concert de flûte de Sans-Souci (en allemand : Das Flötenkonzert von Sanssouci) est un film allemand de Gustav Ucicky, dont la première a lieu le 19 décembre 1930 à Berlin.

## Synopsis
La vie de Frédéric le Grand, roi de Prusse, dans son palais de Sanssouci, à travers sa vie musicale et littéraire, débouchant sur des réflexions philosophiques et politiques.

## Distribution
- Otto Gebühr : Frédéric II
- Renate Müller : Blanche von Lindeneck
- Hans Rehmann : le major von Lindeneck
- Walter Janssen : Maltzahn
- Raoul Aslan : Bruehl
- Friedrich Kayssler : Finkenstein
- Carl Goetz :  Friedersdorff
- Aribert Wäscher : Poellnitz
- Margarete Schön : la princesse Amalie
- Theodor Loos : Menzel
- Theo Lingen : Kent